# Barbro Kollberg
Barbro Kollberg (Eskilstuna, 27 dicembre 1917 – Stoccolma, 6 marzo 2014) è stata un'attrice e un'insegnante di recitazione svedese.

## Biografia
Barbro Kollberg studiò dal 1937 recitazione nel Reale Teatro Drammatico di Stoccolma, diplomandosi nel 1940 e lavorando in diversi teatri  di Stoccolma dal 1945 al 1954. Diresse poi lo Skansenteatern e il teatro comunale di Norrköping. Dalla metà degli anni 1970 ha insegnato nella scuola di recitazione di Göteborg.
Già sposata nel 1942 con lo scrittore e giornalista svedese di origine italiana Guido Valentin, dopo la sua morte, avvenuta nel 1952, si risposò con Åke Hildestrand.

## Filmografia
- Så som i himmelen, 2004
- Familjehemligheter, 2001
- Tic Tac, 1997
- Svensson, Svensson – filmen, 1997
- En söndag i September, 1963
- Den gula bilen, 1963
- Lille Fridolf blir morfar, 1957
- Dårskapens hus, 1951
- Det regnar på vår kärlek, 1946
- Flickor i hamn, 1945
- Jagad, 1945
- En dotter född, 1944
- Som folk är mest, 1944
- Kungsgatan, 1942
- Gula kliniken, 1942
- Tre skojiga skojare, 1942
- Hem från Babylon, 1941
- I natt - eller aldrig, di Gustaf Molander, 1941
- Karl för sin hatt, 1940
- Hans Nåds testament, 1940
- Hjältar i gult och blatt, 1940
- I dag börjar livet, 1939